# Шпијун старог кова
Шпијун старог кова (изворни назив: A man on the inside; буквално: Човек изнутра) је америчка хумористична телевизијска серија коју је креирао Мајкл Шур и са Тедом Денсоном у главној улози пензионера који је постао аматерски приватни истражитељ. Заснован је на документарном филму Мајте Алберди „The Mole Agent” из 2020.
Серија је премијерно приказана 21. новембра 2024, уз похвале критике. Обновљена је за другу сезону у децембру те године, а требало би да буде објављена 2025.
За своју прву сезону, Амерички филмски институт је серију прогласио једним од 10 најбољих телевизијских програма у 2024.

## Улоге
- Тед Денсон као Чарлс Нјуендајк,[4] удовац и пензионисани професор инжењерског факултета који се запослио као истражни асистент приватног детектива да би био на тајном задатку у старачком дому „Pacific View Retirement Community” (Пацифик Вју) у Сан Франциску, како би пронашао несталу огрлицу од рубина.

- Мери Елизабет Елис као Емили,[4] Чарлсова ћерка која живи у Сакраменту са супругом Џоелом Пињером и њихова три сина тинејџера.

- Лајла Ричкрик Естрада као Џули,[4] приватна истражитељка детективске агенције Коваленко која ангажује Чарлса.

- Стефани Беатрис као Дебра Сантос Кордеро, Диди, извршна директорка у старачком дому „Pacific View”.

### Остале улоге
- Јуџин Кордеро као Џоел Пињеро, Емилин муж и отац троје деце

- Сали Стратерс као Вирџинија Фолдо, штићеница дома и Елиотова бивша супруга која симпатише Чарлса

- Марк Еван Џексон као Еван Каблер, син штићенице дома којој је украдена огрлица

- Кери О'Мали као Меган Чаглајт-Акорс, Јулијина помоћница у детективској агенцији Коваленко

- Маргарет Ејвери као Флоренс Џоан Вистбрук, Вирџинијина најбоља пријатељица у дому

- Џон Гец као Елиот Хејверхил, штићеник дома и испрва Чарлсов супарник

- Сузан Рутан као Гледис Монтроуз, Чарлсова сусеткиња у старачком дому „Пацифик Вју” која је била костимограф

- Вероника Картрајт као Беверли Банкл, штићеница дома

- Мајлс Фаулер као Џејлен ЛаМонт, члан особља старачког дома

- Клајд Кусацу као Грант Јокохама, штићеник дома

- Стивен Макинли Хендерсон као Калберт Грејам, усамљени штићеник дома „Пацифик Вју” са којим се Чарлс спријатељио

- Лори Тан Чин као Сузан Јанг, председница савета штићеника дома „Пацифик Вју”

- Џема Вилијамсон као Беатрис Ванбек, директорка активности дома „Пацифик Вју”

- Дјус Баско као Џејс Нјуендајк-Пињеро,[5] Чарлсов унук и Емилин син

- Линколн Ламберт као Нико Нјуендајк-Пињеро, Чарлсов унук и Емилин син

- Вајат Јанг као Вајат Нјуендајк-Пињеро, Чарлсов унук и Емилин син[5]

## Списак епизода

### 1. сезона (2024)
| Бр. еп. (укупно) | Бр. еп. (у сезони) | Наслов                                                                                      | Редитељ        | Сценариста                      | Премијера          |
| --- | ------------------ | ------------------------------------------------------------------------------------------- | -------------- | ------------------------------- | ------------------ |
| 1 | 1                  | „Дечко, дама, старији шпијун” Tinker tailor older spy                                       | Мајкл Шур      | Мајкл Шур                       | 21. новембар 2024. |
| Чарлс Нјуендајк, удовац и пензионисани професор инжењерства, усамљен је и у монотоној рутини након смрти своје жене. Његова ћерка Емили, забринута због његове изолације, подстиче га да пронађе нову потрагу за ревитализацију свог живота. Чарлс наиђе на новински оглас који тражи старију особу за тајну улогу у приватној истрази. Заинтригиран, јавља се на оглас и упознаје Џули Коваленко, приватну детективку која има за циљ да реши крађу у старачком дому „Пацифик Вју”. Џули унајмљује Чарлса да се инфилтрира у заједницу као штићеник дома и понаша се као њен „човек изнутра“. Упркос почетној резервисаности, посебно због сећања на борбу његове покојне супруге са Алцхајмером, Чарлс прихвата задатак. Сели се у „Пацифик Вју”, где наилази на разнолику групу становника и особља, укључујући љубазну, али загонетну Вирџинију Фолдо и марљиву директорку Диди. Док Чарлс креће у своју тајну мисију, он почиње да се креће кроз сложеност свог новог окружења, постављајући терен за лични раст и неочекиване везе. |                    |                                                                                             |                |                                 |                    |
| 2 | 2                  | „Човек који је знао превише о мостовима” The man who knew too much about bridges            | Morgan Sackett | Sylvia Batey Alcalá             | 21. новембар 2024. |
| Чарлс наставља своју тајну мисију у старачком дому „Пацифик Вју”. Он присуствује живахном „срећном сату”, упознаје се са шармантним штићеницама дома као што су Вирџинија и Флоренс, и ступа као бармен, повећавајући своју популарност. Међутим, његова истрага се суочава са изазовима: погрешан корак са погрешном Хелен доводи до незгодног сусрета, а мистериозна порука која га упозорава да се „повуче” изазива забринутост због његовог прикривања. Чарлс сумња да је Елиот, штићеник дома, који пуши цигаре, и суочава се са њим, само да би открио да је Елиотова љубомора на Вирџинију довела до упозорења. Ово откриће помера Чарлсов фокус на неограничен приступ особља собама штићеника дома, сугеришући потенцијални начин за крађу. Епизода се завршава крађом Елиотовог антикног сата, додајући сложеност Чарлсовој истрази и продубљујући мистерију унутар заједнице. |                    |                                                                                             |                |                                 |                    |
| 3 | 3                  | „Емили увек звони двапут” The Emily always rings twice                                      | Rebecca Asher  | Hayley Frazier & Emalee Burditt | 21. новембар 2024. |
| Чарлсов тајни задатак у старачком дому „Пацифик Вју” суочава се са компликацијама због неочекиваног доласка његове ћерке Емили. Забринута за добробит свог оца, Емилина посета приморава Чарлса да своју тајну истрагу усклади са одржавањем породичних односа. Истовремено, други штићеник дома пријављује несталу ствар, што појачава сумње у заједници. Елиот, штићеник дома, који је већ опрезан према Чарлсу, усмерава своје фрустрације према њему, погоршавајући тензије. Чарлс мора да се носи са овим изазовима, настојећи да одржи своју маску док се бави Емилином забринутошћу и Елиотовим неповерењем. |                    |                                                                                             |                |                                 |                    |
| 4 | 4                  | „Необични случај пса на часу сликања” The curious incident of the dog in the painting Class | Rebecca Asher  | Bridget Stinson                 | 21. новембар 2024. |
| Чарлс учествује у различитим групним активностима у „Пацифик Вјуу”, као што су часови сликања и књижарски клубови, како би посматрао становнике и идентификовао потенцијалне осумњичене. Његово све веће пријатељство са осталим становницима изазива забринутост за Џули, која се брине да би његове личне везе могле да угрозе истрагу. Упркос њеној резерви, Чарлс верује да је изградња поверења неопходна за откривање истине. |                    |                                                                                             |                |                                 |                    |
| 5 | 5                  | „Поклони и јасна опасност” Presents and clear danger                                        | Anu Valia      | Janet Leahy & Alex Farber       | 21. новембар 2024. |
| Џули уводи скуп поклон као мамац да намами лопова, док се Чарлс фокусира на повезивање са Гледис, штићеницом дома која показује знаке губитка памћења. Вирџинија подстиче Флоренс да се препусти дуго жељеној куповини, додајући динамику заједници. Чарлсова интеракција са Гледис пружа неочекиване увиде, што га наводи да преиспита свој истраживачки приступ. |                    |                                                                                             |                |                                 |                    |
| 6 | 6                  | „Наш човек у Сакраменту” Our man in Sacramento                                              | Anu Valia      | Karen Chee                      | 21. новембар 2024. |
| Изненадна смрт једне штићенице дома изазива шок у старачком дому „Пацифик Вју”, што је навело Чарлса да размисли о смртности и својој покојној жени. Он креће на емотивно путовање са својом ћерком Емили, јачајући њихову везу. У међувремену, Диди размишља о интригантној корпоративној понуди, одмеравајући своју посвећеност заједници у односу на нове могућности. |                    |                                                                                             |                |                                 |                    |
| 7 | 7                  | „С Russian Hill-а с љубављу” From Russian Hill with love                                    | Morgan Sackett | Lisa Muse Bryant                | 21. новембар 2024. |
| Чарлс и Калберт истражују историјске локације Сан Франциска, разговарајући о својој прошлости и будућности, што продубљује њихово пријатељство. Диди и Џули се сукобљавају око истражних метода, истичући различите приоритете између особља и спољних истражитеља. Чарлс открива кључни траг који га приближава решавању мистерије. |                    |                                                                                             |                |                                 |                    |
| 8 | 8                  | „Шпијун који се склонио у заветрину” The spy who came in from the cold                      | Michael Schur  | Dan Schofield                   | 21. новембар 2024. |
| Како се истрага завршава, Чарлс се суочава са тешким задатком да открије своју праву сврху у „Пацифик Вјуу”, ризикујући пријатељства која је склопио. Емили му помаже да се суочи са нерешеним проблемима из прошлости, олакшавајући лични развој. |                    |                                                                                             |                |                                 |                    |

## Продукција
Мајк Шур и његов продуцентски партнер Морган Сакет су адаптирали филм Поље снова из 1989. за Peacock. Серија није напредовала, па је Сакет послао Шуру мејл са питањем да ли је гледао документарац „The mole agent”, замоливши га да то прилагоди у телевизијску серију. Сакет је предложио, путем мејла који је послао Шуру, да Денсон игра главну улогу.
У марту 2023. објављено је да ће Дансон играти у серији. Остатак глумачке екипе најављен је у фебруару 2024.; у то време, серија је носила назив „A classical spy” (Класични шпијун). У августу исте године, Нетфликс је објавио прве слике из серије. Објављено је 16. децембра 2024. да је серија обновљена за другу сезону за 2025. годину.
Током недеље од 9. маја 2024. године, док су снимали на локацији у Сан Франциску и у секвојама дуж Руске реке, глумци и екипа Нетфликса су боравили у хотелу Фермонт у исто време када и председник САД Џо Бајден. Само спољашњи снимци су снимљени на локацији у Сан Франциску, са јединим изузетком унутрашњег снимка ресторана „Piazza Pellegrini”.

## Емитовање
Прва сезона серије Шпијун старог кова објављена је на Нетфликсу 21. новембра 2024. године. Друга сезона би требало да буде објављена на Нетфликсу негде 2025. године.

## Критике
Веб-сајт за прикупљање рецензија Rotten Tomatoes пријавио је оцену одобравања од 95% са просечном оценом 8/10, на основу 41 критике критичара. Консензус критичара веб-сајта гласи: „Скројен да одговара процењивим снагама Теда Денсона, овај топли и духовити ситком открива много живота који је остао у онима који су стављени на испашу”. Metacritic, који користи пондерисани просек, доделио је оцену 75 од 100 на основу 23 критичара, што указује на „генерално повољне” критике.
Бен Траверс из IndieWire-а дао је серији петицу и рекао: „То је сјајан наступ направљен да изгледа извођено без икаквог напора, слично као што је Шпијун старог кова мудра, амбициозна нова серија направљена да се у њој безболно и пријатно ужива”. Рецензијом серије за Chicago Sun-Times, Ричард Ропер је дао оцену 3,5/4 и написао: „Шпијун старог кова се креће на прозрачном клипу, али и даље налази простор да разјасни низ подзаплета и пратећих играча”.